# Nils Ranft
Nils Ranft, född den 23 april 1896 i Kungsholms församling i Stockholm, död den 19 november 1974 i Oscars församling i Stockholm, var en svensk skådespelare.

## Biografi
Nils Ranft var son till teaterdirektören Albert Ranft och skådespelaren Lisa Ranft. Han scendebuterade 1917 och arbetade därefter främst på faderns teaterar, men hade också några filmroller. Nils Ranft är begravd på Norra begravningsplatsen utanför Stockholm. Han var bror till operettsångaren Kajsa Ranft.

## Filmografi
- 1940 – En sjöman till häst
- 1941 – Bara en kvinna

## Teater

### Roller (ej komplett)
| År   | Roll             | Produktion                                                  | Regi             | Teater                     |
| ---- | ---------------- | ----------------------------------------------------------- | ---------------- | -------------------------- |
| 1916 | von Wedell       | Gamla Heidelberg (Alt-Heidelberg) Wilhelm Meyer-Förster     |                  | Svenska teatern, Stockholm |
| 1917 | Richard Burbage  | Kring drottningen Brita von Horn                            | Gunnar Klintberg | Svenska teatern, Stockholm |
| 1917 | Lill-Klas        | Stor-Klas och Lill-Klas Gustaf af Geijerstam                |                  | Svenska teatern, Stockholm |
| 1919 | Brisig           | Hertiginnans halsband Wolfgang Polaczek och Hugo Schönbrunn | Knut Nyblom      | Vasateatern                |
| 1921 |                  | Komprometterad Frances Nordstrom                            | Nils Johannisson | Vasateatern                |
| 1922 | Boxningstränaren | Lucullus Jean Gilbert, Rudolf Schanzer och Ernst Welisch    | Carl Barcklind   | Oscarsteatern              |
| 1925 |                  | Kvinnan på fyrtio år Sil-Vara                               | Knut Nyblom      | Vasateatern                |
| 1925 |                  | Mamma José Germain och Paul Moncousin                       |                  | Vasateatern                |
| 1926 | Octave Rosimond  | Borgmästarinnan Maurice Hennequin och Pierre Veber          | Albert Ranft     | Vasateatern                |
| 1928 |                  | Svalboet Bruno Granichstaedten och Ernst Marischka          | Oskar Textorius  | Vasateatern                |
| 1928 | Charley Brown    | Inte på mun Maurice Yvain och André Barde                   | Oskar Textorius  | Vasateatern                |
| 1932 | Lester Morgan    | Tjuvar och hedersmän Winchell Smith                         | Oscar Lund       | Folkteatern                |
| 1932 | Peter Engel      | Onsdagsflickan Paul Sarauw                                  | Albert Ranft     | Folkteatern                |

## Radioteater

### Roller
| År   | Roll                          | Produktion                                                  | Regi           |
| ---- | ----------------------------- | ----------------------------------------------------------- | -------------- |
| 1940 | Linus Pettersson, rik bondson | När nämndemansmoras Ida skulle bortgiftas Nanna Wallensteen | Carl Barcklind |